# UFC 84
UFC 84: Ill Will fue un evento de artes marciales mixtas celebrado por Ultimate Fighting Championship el 24 de mayo de 2008 en el MGM Grand Garden Arena, en Las Vegas, Nevada, Estados Unidos.

## Historia
Este evento fue galardonado como el evento del Año 2008 por Sherdog.

## Resultados
| Tarjeta principal  | Tarjeta principal | Tarjeta principal | Tarjeta principal  | Tarjeta principal                        | Tarjeta principal | Tarjeta principal | Tarjeta principal |
| Categoría          |                   |                   |                    | Método                                   | Ronda             | Tiempo            | Notas             |
| ------------------ | ----------------- | ----------------- | ------------------ | ---------------------------------------- | ----------------- | ----------------- | ----------------- |
| Peso ligero        | B.J. Penn         | derr.             | Sean Sherk         | TKO (rodillazo volador y golpes)         | 3                 | 5:00              | [ a ]             |
| Peso semipesado    | Wanderlei Silva   | derr.             | Keith Jardine      | KO (golpes)                              | 1                 | 0:36              |                   |
| Peso semipesado    | Lyoto Machida     | derr.             | Tito Ortiz         | Decisión (unánime) (30–27, 30–27, 30–27) | 3                 | 5:00              |                   |
| Peso semipesado    | Goran Reljic      | derr.             | Wilson Gouveia     | TKO (golpes)                             | 2                 | 3:15              |                   |
| Peso semipesado    | Thiago Silva      | derr.             | Antonio Mendes     | Sumisión (golpes)                        | 1                 | 2:24              |                   |
| Tarjeta preliminar |                   |                   |                    |                                          |                   |                   |                   |
| Peso medio         | Rousimar Palhares | derr.             | Ivan Salaverry     | Sumisión (armbar)                        | 1                 | 2:36              |                   |
| Peso semipesado    | Rameau Sokoudjou  | derr.             | Kazuhiro Nakamura  | TKO (lesión en la pierna)                | 1                 | 5:00              |                   |
| Peso ligero        | Rich Clementi     | derr.             | Terry Etim         | Decisión (unánime) (29–28, 29–28, 29–28) | 3                 | 5:00              |                   |
| Peso wélter        | Yoshiyuki Yoshida | derr.             | Jon Koppenhaver    | Sumisión (anaconda choke)                | 1                 | 0:56              |                   |
| Peso wélter        | Dong Hyun Kim     | derr.             | Jason Tan          | KO (codazos)                             | 3                 | 0:25              |                   |
| Peso pesado        | Shane Carwin      | derr.             | Christian Wellisch | KO (golpe)                               | 1                 | 0:44              |                   |

1. ↑  Por el Campeonato de Peso Ligero de UFC.

## Premios extra
Cada peleador recibió un bono de $75,000.
- Pelea de la Noche: Wilson Gouveia vs. Goran Reljic
- KO de la Noche: Wanderlei Silva
- Sumisión de la Noche: Rousimar Palhares